# Hrastovac (żupania osijecko-barańska)
Hrastovac – wieś w Chorwacji, w żupanii osijecko-barańskiej, w gminie Vuka. W 2011 roku liczyła 173 mieszkańców.